# Комиссия Юнкера
Комиссия Юнкера — Европейская комиссия, сформированная после европейских выборов 22-25 мая 2014 года. Она сменила вторую комиссию Баррозу и действует с 1 ноября 2014 года под председательством Жан-Клода Юнкера.
1 ноября 2019 года Комиссия Юнкера должна была сложить полномочия перед вновь сформированной Комиссией фон дер Ляйен, однако, из-за отклонения Европейским парламентом кандидатур нескольких европейских комиссаров процедура смены власти перенесена на более поздний срок.

## Формирование
27 июня 2014 года 26 из 28 участников встречи на высшем уровне лидеров Евросоюза поддержали кандидатуру Жан-Клода Юнкера на должность председателя новой комиссии, вопреки позиции Дэвида Кэмерона.
15 июля 2014 года Европейский парламент тайным голосованием, большинством в 422 голоса против 250 при 47 воздержавшихся утвердил назначение Юнкера.
В соответствии с юридическими процедурами Евросоюза, вновь назначенный председатель Комиссии должен сформировать её персональный состав, основываясь на предложениях государств-членов, но на этом этапе Юнкер встретил определённые сложности. Премьер-министр Италии Маттео Ренци предложил на должность верховного представителя Евросоюза по иностранным делам и политике безопасности кандидатуру министра иностранных дел Италии Федерики Могерини, но резкое несогласие с этим назначением высказали представители ряда стран Восточной Европы (прежде всего Польши, Эстонии и Латвии), которые, по сообщениям прессы, сочли её настроенной слишком про-российски. В ходе встречи глав государств и правительств Евросоюза 16 июля 2014 года эти противоречия преодолеть не удалось, и решение о формировании новой Еврокомиссии было перенесено на следующую встречу. 30 августа 2014 года в Брюсселе лидеры стран Евросоюза смогли согласовать состав комиссии Юнкера.
22 октября 2014 года Европейский парламент окончательно утвердил персональный состав комиссии большинством 423 голоса против 209, к этому времени все новые еврокомиссары прошли через индивидуальные парламентские слушания. Правые евроскептики, в том числе Партия независимости Соединённого Королевства, «зелёные» и радикальные левые остались в оппозиции, но основные политические блоки Европарламента поддержали команду Юнкера. Он представляет Европейскую народную партию, победившую на майских выборах. Впервые введена должность первого заместителя председателя Комиссии, которую занял ветеран европейской политики, голландец Франс Тиммерманс: одной из основных его задач должно стать развитие принципа субсидиарности на фоне требований Соединённого Королевства и других членов Евросоюза передать больше полномочий на национальный уровень.

## Состав
| Комиссар                                                                   | Фото                                                         | Сфера ответственности                                                                                        | Государство    | Европейская партия | Национальная партия |  |                                               |        |     |    |
| -------------------------------------------------------------------------- | ------------------------------------------------------------ | --- | -------------- | ------------------ | ------------------- |  | --------------------------------------------- | ------ | --- | -- |
| Жан-Клод Юнкер                                                             |                                                              | Председатель Европейской комиссии                                                                            | Люксембург     | ЕНП                | ХСНП                |  |                                               |        |     |    |
| Франс Тиммерманс                                                           |                                                              | Первый заместитель председателя Европейской комиссии                                                         | Нидерланды     | ПЕС                | ПТ                  |  |                                               |        |     |    |
| Франс Тиммерманс                                                           | -                                                            | Федерика Могерини                                                                                            | Нидерланды     | ПЕС                | ПТ                  |  | Заместитель председателя Европейской комиссии | Италия | ПЕС | ДП |
| Верховный представитель Союза по иностранным делам и политике безопасности |                                                              | Федерика Могерини                                                                                            |                |                    |                     |  |                                               | Италия | ПЕС | ДП |
| Кристалина Георгиева                                                       |                                                              | Заместитель председателя Европейской комиссии                                                                | Болгария       | ЕНП                | ГЕРБ                |  |                                               |        |     |    |
| Кристалина Георгиева                                                       | Бюджет и человеческие ресурсы до 31 декабря 2016             | | Болгария       | ЕНП                | ГЕРБ                |  |                                               |        |     |    |
| Марош Шефчович                                                             |                                                              | Заместитель председателя Европейской комиссии                                                                | Словакия       | ПЕС                | КСД                 |  |                                               |        |     |    |
| Марош Шефчович                                                             | Энергия                                                      | | Словакия       | ПЕС                | КСД                 |  |                                               |        |     |    |
| Юрки Катайнен                                                              |                                                              | Заместитель председателя Европейской комиссии                                                                | Финляндия      | ЕНП                | НК                  |  |                                               |        |     |    |
| Юрки Катайнен                                                              | Промышленность и предпринимательство                         | | Финляндия      | ЕНП                | НК                  |  |                                               |        |     |    |
| Валдис Домбровскис                                                         |                                                              | Заместитель председателя Европейской комиссии                                                                | Латвия         | ЕНП                | Единство            |  |                                               |        |     |    |
| Валдис Домбровскис                                                         | Экономика, валюта и евро с 16 июля 2016 г.                   | | Латвия         | ЕНП                | Единство            |  |                                               |        |     |    |
| Андрус Ансип                                                               |                                                              | Заместитель председателя Европейской комиссии до 30 июня 2019                                                | Эстония        | АЛДЕ               | ПР                  |  |                                               |        |     |    |
| Андрус Ансип                                                               | Единый цифровой рынок до 30 июня 2019                        | | Эстония        | АЛДЕ               | ПР                  |  |                                               |        |     |    |
| Андрус Ансип                                                               | Цифровая экономика и общество 1 января — 7 июля 2017 (и. о.) | | Эстония        | АЛДЕ               | ПР                  |  |                                               |        |     |    |
| Гюнтер Эттингер                                                            |                                                              | Цифровая экономика и общество до 31 декабря 2016                                                             | Германия       | ЕНП                | ХДС                 |  |                                               |        |     |    |
| Гюнтер Эттингер                                                            | Бюджет и человеческие ресурсы с 1 января 2017                | | Германия       | ЕНП                | ХДС                 |  |                                               |        |     |    |
| Мария Габриэль                                                             |                                                              | Цифровая экономика и общество с 7 июля 2017                                                                  | Болгария       | ЕНП                | ГЕРБ                |  |                                               |        |     |    |
| Вера Йоурова                                                               |                                                              | Юстиция и права потребителей                                                                                 | Чехия          | АЛДЕ               | ANO 2011            |  |                                               |        |     |    |
| Пьер Московиси                                                             |                                                              | Финансовый аудит                                                                                             | Франция        | ПЕС                | СП                  |  |                                               |        |     |    |
| Марианн Тиссен                                                             |                                                              | Занятость и социальная политика                                                                              | Бельгия        | ЕНП                | ХДФ                 |  |                                               |        |     |    |
| Корина Крецу                                                               |                                                              | Региональная политика (до 1 июля 2019 года)                                                                  | Румыния        | ПЕС                | СДП                 |  |                                               |        |     |    |
| Йоханнес Хан                                                               |                                                              | Расширение Евросоюза и отношения с соседями врио еврокомиссара по региональной политике (с 1 июля 2019 года) | Австрия        | ЕНП                | АНП                 |  |                                               |        |     |    |
| Аврамопулос Димитрис                                                       |                                                              | Миграция и внутренние дела; Юстиция, фундаментальные права и гражданство                                     | Греция         | ЕНП                | НД                  |  |                                               |        |     |    |
| Вятянис Андрюкайтис                                                        |                                                              | Здравоохранение и потребительская политика                                                                   | Литва          | ПЕС                | СДПЛ                |  |                                               |        |     |    |
| Джонатан Хилл                                                              |                                                              | Финансовые услуги до 15 июля 2016 г.                                                                         | Великобритания | АЕКР               | КП                  |  |                                               |        |     |    |
| Джулиан Кинг                                                               |                                                              | Безопасность Союза утверждён в должности 15 сентября 2016 г.                                                 | Великобритания | вне фракций        | беспартийный        |  |                                               |        |     |    |
| Эльжбета Бьенковска                                                        |                                                              | Внутренний рынок и услуги; Промышленность и предпринимательство                                              | Польша         | ЕНП                | ГП                  |  |                                               |        |     |    |
| Мигель Ариас Каньете                                                       |                                                              | Климат и энергия                                                                                             | Испания        | ЕНП                | НП                  |  |                                               |        |     |    |
| Невен Мимица                                                               |                                                              | Международное сотрудничество и развитие                                                                      | Хорватия       | ПЕС                | СДП                 |  |                                               |        |     |    |
| Маргрете Вестагер                                                          |                                                              | Конкуренция                                                                                                  | Дания          | АЛДЕ               | РВ                  |  |                                               |        |     |    |
| Виолета Булк                                                               |                                                              | Транспорт | Словения       | АЛДЕ               | ПМЦ                 |  |                                               |        |     |    |
| Сесилия Мальмстрём                                                         |                                                              | Торговля | Швеция         | АЛДЕ               | НПЛ                 |  |                                               |        |     |    |
| Велла Кармену                                                              |                                                              | Окружающая среда; Рыболовство                                                                                | Мальта         | ПЕС                | ЛП                  |  |                                               |        |     |    |
| Тибор Наврачич                                                             |                                                              | Образование, культура, молодость и спорт                                                                     | Венгрия        | ЕНП                | ФВГС                |  |                                               |        |     |    |
| Карлуш Моэдаш                                                              |                                                              | Исследования, наука и инновации                                                                              | Португалия     | ЕНП                | СДП                 |  |                                               |        |     |    |
| Фил Хоган                                                                  |                                                              | Сельское хозяйство                                                                                           | Ирландия       | ЕНП                | ФГ                  |  |                                               |        |     |    |
| Христос Стилианидис                                                        |                                                              | Международное сотрудничество, гуманитарная помощь и антикризисные меры                                       | Кипр           | ЕНП                | ДО                  |  |                                               |        |     |    |

## История

### 2014 год
26 ноября Жан-Клод Юнкер представил пятилетний инвестиционный план Евросоюза в объёме 315 млрд евро. В основе проекта лежит вложение 21 млрд евро в качестве стартового капитала с целью привлечь частные инвестиции, которые должны составить большую часть всей заявленной суммы.

### 2015 год
2 апреля на пресс-конференции Федерика Могерини сделала официальное заявление от имени Евросоюза о подписании соглашения между группой шести стран и Ираном об основных параметрах ограничения ядерной программы Ирана.
18 мая Федерика Могерини объявила о принятии Советом Европейского союза в составе министров обороны и иностранных дел решения о начале европейской военной операции Eunavfor Med против организаторов нелегального трафика иммигрантов в Европу через Средиземное море из Ливии. Штаб-квартира операции должна быть размещена в Риме, командующим назначен адмирал Кредендино. На первом этапе целью операции является патрулирование силами флота и авиации побережья Ливии с целью спасения беженцев, а в случае принятия соответствующей резолюции Совета безопасности ООН и решения Европейского совета 25-26 июня 2015 года, должны также начаться действия по конфискации судов и захвату организаторов перевозки. Возможность проведения наземной операции на территории Ливии Могерини исключила.
29 июня Жан-Клод Юнкер в ходе своей пресс-конференции призвал греков проголосовать на предстоящем 5 июля референдуме за предложенный Евросоюзом план финансового оздоровления страны, поскольку греческое правительство лжёт им, и отрицательное голосование будет означать выход Греции из еврозоны.
14 июля на совместной пресс-конференции Федерики Могерини и министра иностранных дел Ирана Мохаммада Зарифа в Вене объявлено о заключении иранской сделки по итогам переговоров об ограничении иранской ядерной программы, длившихся с 2006 года.
29 ноября лидеры Евросоюза подписали с Турцией соглашение о путях разрешения Европейского миграционного кризиса, в соответствии с которым Турция должна получить финансовую помощь в объёме 3 млрд евро для обустройства беженцев из стран Ближнего Востока на её территории, а к октябрю 2016 года возможно установление безвизового режима поездок граждан Турции в государства Шенгенской зоны в случае, если будет выполнен ряд условий. Жан-Клод Юнкер заметил по этому поводу, что сделка не отменяет требований Европы к улучшению ситуации с правами человека и свободой прессы в Турции.

### 2016 год
16 января глава европейской дипломатии Федерика Могерини и министр иностранных дел Ирана Мохаммад Джавад Зариф объявили на совместной пресс-конференции в Вене о начале исполнения соглашения по ядерной программе Ирана и снятии с него всех международных и односторонних финансовых и экономических санкций.
7 марта на саммите Евросоюза в Брюсселе заключено новое соглашение с Турцией, в соответствии с которым та согласилась принимать назад нелегальных мигрантов в обмен на дополнительную финансовую помощь, установление в ближайшем будущем безвизового режима поездок между Турцией и Евросоюзом и интенсификацию переговоров о вступлении Турции в Евросоюз.
4 мая Еврокомиссия поддержала введение с июля 2016 года безвизового режима поездок между Турцией и странами Шенгенской зоны при условии выполнения Турцией ряда условий, включая успешную борьбу с коррупцией, обеспечение защиты личных данных граждан, заключение соглашения с Европолом, правовое сотрудничество со странами ЕС по уголовным делам, приведение турецкого законодательства по противодействию террору в соответствие с европейскими стандартами. Для вступления в силу рекомендация Еврокомиссии должна быть одобрена Европарламентом и странами — членами Евросоюза.
23 июня в Великобритании состоялся референдум по вопросу членства страны в Евросоюзе, и 52 % избирателей проголосовали за выход.
16 июля Валдис Домбровскис официально вступил в должность еврокомиссара по финансам, освободившуюся после отставки Джонатана Хилла вследствие исхода британского референдума.
15 сентября Европарламент большинством в 394 голоса против 161 утвердил в новой должности еврокомиссара по безопасности Союза представителя Великобритании Джулиана Кинга.

### 2017 год
1 января Гюнтер Эттингер назначен еврокомиссаром по бюджету и человеческим ресурсам после ухода из Еврокомиссии Кристалины Георгиевой (исполняющим прежние обязанности Эттингера как еврокомиссара цифровой экономики общества стал Андрус Ансип).
11 июня еврокомиссар по энергетике Марош Шефчович объявил о получении комиссией Юнкера мандата на ведение переговоров с Россией об осуществлении проекта «Северный поток — 2».
19 июня начались официальные переговоры о выходе Великобритании из Евросоюза. Британскую делегацию возглавляет профильный министр Дэвид Дэвис, европейскую — Мишель Барнье.
7 июля комиссаром цифровой экономики и общества назначена Мария Габриэль, представляющая в Еврокомиссии Болгарию после ухода Кристалины Георгиевой во Всемирный банк.
29 июля Еврокомиссия запустила процедуру признания незаконности принятой в Польше реформы судебной системы, признав её противоречащей европейским нормам правосудия. Если в течение месяца польские власти не дадут устраивающего Комиссию ответа, та имеет право направить польскому правительству письмо с мотивировкой своей позиции, а затем передать вопрос в Суд Европейского союза. 30 июля МИД Польши опубликовало коммюнике, в котором сообщило о готовности дать содержательный ответ Комиссии Юнкера, а также разъяснило, что в польской судебной системе функции председателей судов носят чисто административный характер, и остальные принимаемые ими действия не оказывают влияния на правовое положение сторон.
20 декабря заместитель председателя Комиссии Франс Тиммерманс объявил о задействовании в отношении Польши, впервые в истории Евросоюза, статьи 7 Лиссабонского договора, предусматривающей на первом этапе ограничение права голоса в Совете ЕС с целью принудить власти этой страны к сохранению основополагающих принципов правового государства.

### 2018 год
6 апреля глава директората Еврокомиссии по энергетике Доминик Ристори заявил на брифинге в Киеве, что Евросоюз и ЕК не поддерживают проект газопровода «Северный поток — 2», поскольку он не содействует диверсификации поставок и диверсификации маршрутов поставки. Однако, возможность применения каких-либо санкций против него не рассматривается.
8 мая президент Трамп объявил о выходе США из Совместного всеобъемлющего плана действий по ядерной программе Ирана и возможном введении экономических санкций против европейских компаний, продолжающих сотрудничество с Ираном. 18 мая Еврокомиссия предложила правительствам стран ЕС организовать прямые денежные трансферты в Центральный банк Ирана, что позволит обойти при совершении сделок финансовую систему США.
1 июня еврокомиссар по торговле Сесилия Мальмстрём объявила, что Евросоюз подаёт иск против США в ВТО после повышения американских таможенных пошлин на импорт стали и алюминия из ЕС.
24 сентября Еврокомиссия обжаловала в Суде Европейского союза положение реформы Верховного суда Польши, которым предельный возраст судей Верховного суда снижен с 70 до 65 лет.
23 октября Еврокомиссия отклонила подготовленный правительством Конте проект государственного бюджета Италии на 2019 год, поскольку он предусматривал дефицит в объёме 2,4 % ВВП, превышающем установленный правилами Евросоюза предел (решение такого рода принято впервые в истории ЕС).

### 2019 год
В период с 23 по 26 мая состоялись очередные выборы в Европейский парламент.
28 июня после более 20 лет переговоров Еврокомиссия подписала Соглашение о свободной торговле с Меркосур, которое должно быть одобрено всеми странами-членами Евросоюза.
30 июня из Еврокомиссии вышел Андрус Ансип, и эстонское правительство вопреки рекомендации Юнкера национальным правительствам не заменять еврокомиссаров до истечения срока полномочий 31 октября, стало рассматривать кандидатуру Кадри Симсон на смену Ансипу.
1 июля 2019 года из Комиссии Юнкера вышла Корина Крецу, избранная в Европейский парламент по итогам выборов 2019 года (временно исполняющим обязанности еврокомиссара по региональной политике стал Йоханнес Хан).